# Очеретянка велика
Очеретя́нка вели́ка (Acrocephalus arundinaceus) — птах родини очеретянкових. В Україні — гніздовий, перелітний вид.

## Зовнішній вигляд
Це найбільший птах серед очеретянок. Має розміри шпака — в середньому близько 19 см. Довжина тіла самця — 20-20,5 см; розмах крил — 28-30 см; довжина крила — 10 см; хвоста — 76-82 мм; дзьоба — 23-25 мм. Вага самця — 30-30,5 г.
Перша махова пір'їна великих очеретянок — гостра. Друга — коротша за третю і довша за четверту (але інколи дорівнює 3-й або навіть довша за неї). Вершина крила утворена 2-ю і 3-ю маховою пір'їною. Хвіст — ступінчастий, крайні рульові пір'їни на 8-11 мм коротші найдовших.
Верх тіла — рудувато-бурий, низ — білуватий. Крізь око проходить тонка світла смужка.
Голос великої очеретянки — різка трель: «Кар-р-ррась…кар-р-рась… Кар-р-рась…». Під час співу птах сидить на стеблі очерету збоку, вертикально.

## Поширення
Велика очеретянка поширена майже у всій Європі, в Західному Сибіру, в Середній Азії і на Далекому Сході. Це перелітний птах. В Євразії живе з квітня по вересень. В середині вересня відлітає на зимівлю до Субсахарської Африки.

## Спосіб життя

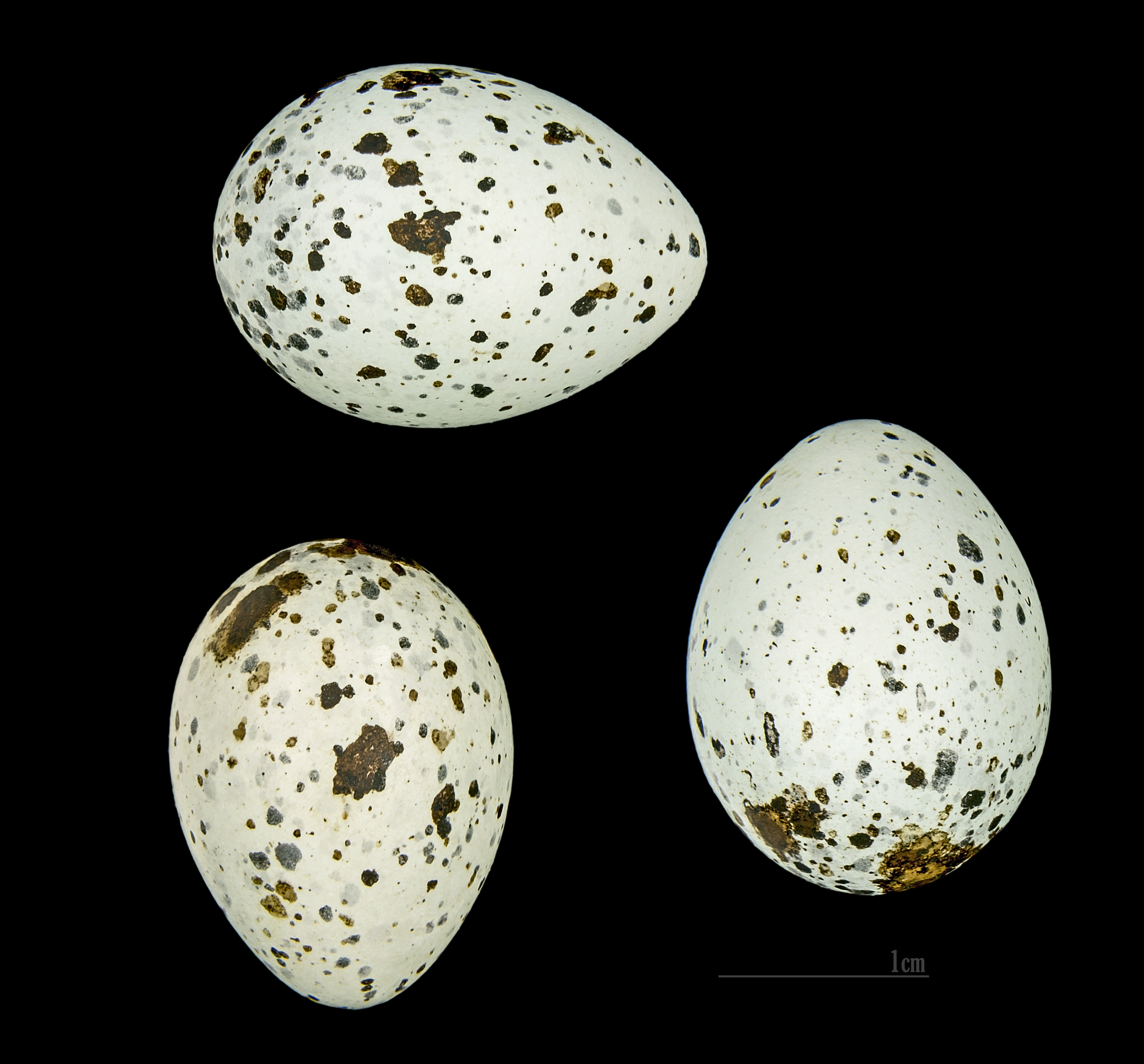
Яйця очеретянки

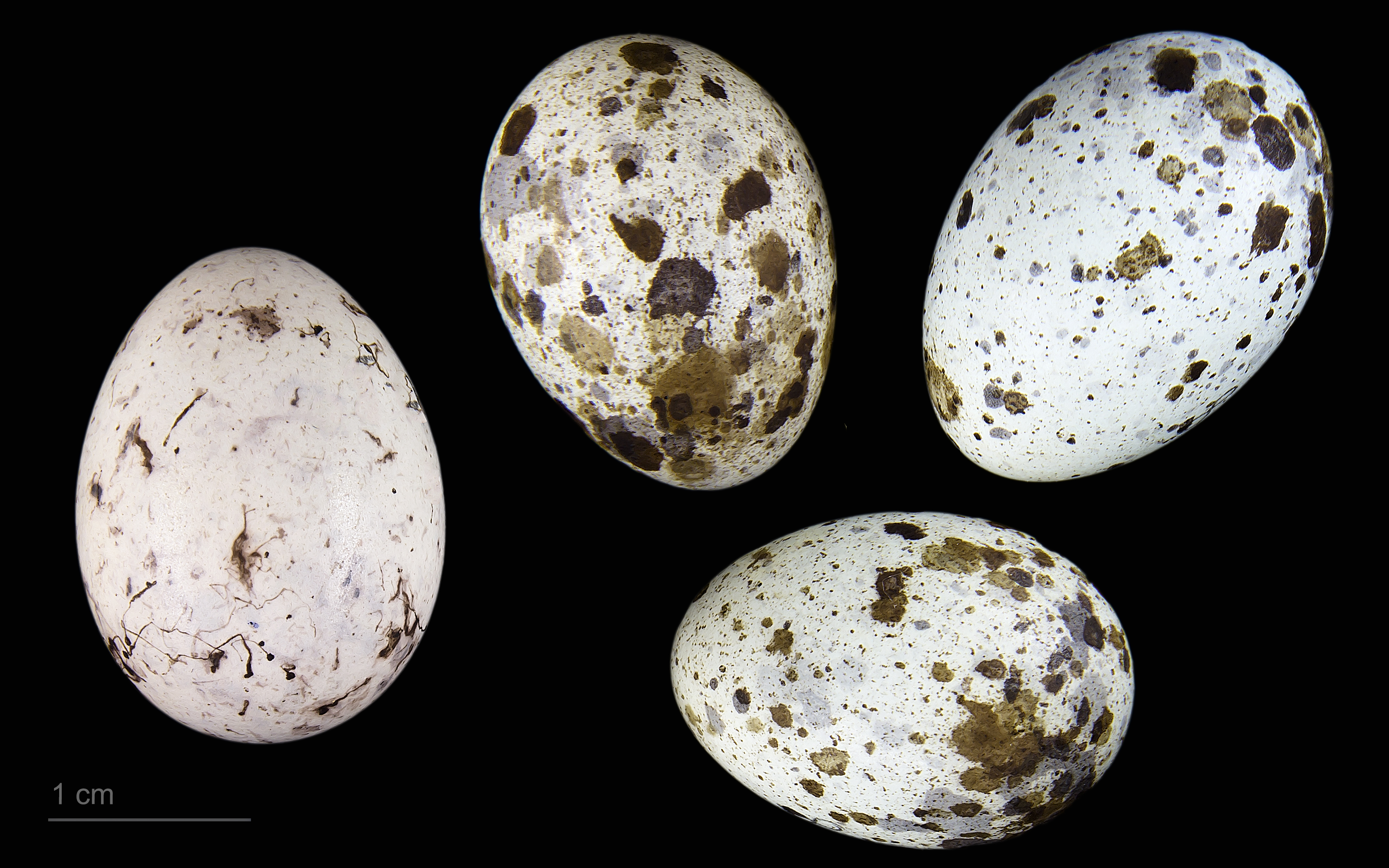
Яйце зозулі звичайної та яйця очеретянки великої (Тулузький музей)

Гніздиться велика очеретянка в очереті, рідше — на вербах, прибережних кущах. Гніздо будує самка, самець лише супроводжує її в польоті за будівельними матеріалами. У очереті гніздо знаходиться за 60-120 см від води, міцно закріплене між кількома стеблами — так, щоб не могло ні опуститися вниз під тягарем пташенят, ні піднятися вгору під час повені.
Гніздо має вигляд товстостінного кошика. Його зовнішній діаметр — 10-12 см, висота — 20-30 см. Будівництво триває 8-10 днів. Самка використовує листя і стеблини різних прибережних рослин, рослинний пух, павутиння, інколи — обривки ниток, вірьовок і навіть шматків волосіні вудки. Всі ці матеріали самка щільно переплітає одне з іншими і зі стеблами, що підтримують гніздо. Дно кубла вистилає сухим дрібним листям, тоненькими стеблинками, корінцями, інколи — пташиними пір'їнками.
Кладка складається з 3-6 зеленувато-бурих яєць, які самка відкладає у другій половині травня. Розміри яєць — 21-25 на 15-16,5 мм. Через 2 тижні з'являються пташенята. На 11-12-й день життя вони вже не уміщаються в гнізді і вимушені сидіти на краю кубла. Ще через день-два — починають вивчати найближчі очеретяні чагарники. А приблизно через 3 тижні після появи на світ — лишають гніздо.
Великі очеретянки дуже рухливі, майже завжди дозволяють добре себе роздивитися, хоча близько до себе не підпускають.
Основна їжа великої очеретянки — жуки, бабки, мухи та інші комахи, які мешкають біля води. У пошуках корму птах ретельно вивчає кожну рослину в хащах очерету та інші прибережні чагарники. Нерідко шукає їжу також в кронах дерев, які ростуть біля водоймищ.